# TSV Oftersheim
Der TSV 1895 Oftersheim (Turn- und Sportverein 1895 Oftersheim e. V.) ist ein traditionsreicher Sportverein in der nordbadischen Gemeinde Oftersheim. Bekannt wurde der Verein durch die sportlichen Erfolge seiner Handballmannschaften.
Der Verein entstand unter diesem Namen 1936 als Zusammenschluss der beiden Oftersheimer Vereine Turngesellschaft 1895 und Turn- und Sportgemeinde. 1997 bildete die Handballabteilung des TSV eine Spielgemeinschaft mit dem TV Schwetzingen aus der Nachbargemeinde Schwetzingen, die HG Oftersheim/Schwetzingen (HGO).

## Handball
Handball – damit war in Deutschland bis zur Mitte des 20. Jahrhunderts Feldhandball gemeint – wurde in Oftersheim seit 1922 in zwei Vereinen gespielt, der Turngesellschaft 1895 und dem Turnerbund „Jahn“. Diese nahmen in unterschiedlichen Dachverbänden am damals noch sehr wenig geregelten Spielbetrieb teil und feierten regionale Erfolge. 1934 gründeten die Handballer des Turnerbunds einen neuen Verein, die Turn- und Sportgemeinde, 1936 erfolgte die Fusion mit der Turngesellschaft 1895 zum TSV Oftersheim. Dem Fusionsverein gelang zur Spielzeit 1936/37 der Aufstieg in die erstklassige Handball-Gauliga Baden.
Ihre stärkste Phase hatten die Oftersheimer Feldhandballer in den 1970er Jahren. 1970 gewann der TSV die Regionalligameisterschaft des Süddeutschen Regionalverbands, setzte sich auch in der Qualifikation zur Feldhandball-Bundesliga durch und spielte von der Spielzeit 1971 an bis zum Ende des offiziellen Bundesliga-Spielbetriebs 1973 in der höchsten Spielklasse dieser Sportart.
Nachdem der Hallenhandball den Feldhandball endgültig abgelöst hatte, brauchte der TSV ein Jahrzehnt, bevor erneut hochklassiger Handball gespielt wurde: 1983 gelang der Aufstieg in die Südgruppe der damals zweiteiligen 2. Handball-Bundesliga, wo sich der Verein von der Spielzeit 1983/84 an zunächst bis 1991 halten konnte.
In der Spielgemeinschaft HG Oftersheim/Schwetzingen gelang dann zur Spielzeit 2004/05 nochmals der Aufstieg in die zweithöchste Spielklasse, wo die HGO bis 2009 spielte. Seit 2016 ist die HG Oftersheim/Schwetzingen wieder in der 3. Bundesliga vertreten.
Die männliche C-Jugend des TSV Oftersheim gewann 1994 die letzte ausgespielte Deutsche Meisterschaft in dieser Altersklasse.

## Weitere Abteilungen
Neben der Handballabteilung hat der Verein sechs weitere Abteilungen: Leichtathletik, Ski, Turnen, Twirlings (Showtanz), Volleyball und E-Sports.

### Leichtathletik
Die Leichtathletikabteilung bildet seit 1969 mit Vereinen aus mehreren Nachbargemeinden die LG Kurpfalz: mit dem TV Altlußheim, dem HSV Hockenheim, der DJK Hockenheim, der TSG Ketsch, dem TBG Reilingen, dem SV Rohrhof, dem SV Schwetzingen sowie dem TV Schwetzingen.
Bei den Leichtathletik-Europameisterschaften 2016 in Amsterdam gewann Malaika Mihambo (LG Kurpfalz) im Finale des Weitsprungwettbewerbs mit 6,65 m die Bronzemedaille. Zuvor war es ihr in der Qualifikationsrunde der Europameisterschaften gelungen, sich für die Teilnahme an den Olympischen Spielen 2016 in Rio de Janeiro zu qualifizieren. Dort erreichte Mihambo den vierten Platz im Weitsprungwettbewerb der Frauen. 2018 wurde sie Europameisterin, 2019 Weltmeisterin.

### eSport
eSport Rhein-Neckar ist die Esport-Abteilung des TSV 1895 Oftersheim e. V. Als Deutschlands erster Amateursportverein mit Esport Abteilung engagiert sich der TSV Oftersheim bereits seit Dezember 2016 rund um das Thema eSport. Zusätzlich ist der TSV Gründungsmitglied des eSport-Bund Deutschland (ESBD). Die Umbenennung der Esport-Abteilung in „eSport Rhein-Neckar“, kurz ERN, erfolgte am 1. Juni 2018.
Der eSport Rhein-Neckar agiert regional und überregional, sowohl im Breitensport als auch im Leistungssport. Die Motivation für das Engagement ist vielfältig. Zum einen möchte der eSport Rhein-Neckar die Spieler beim Training unterstützen und sie dadurch zu Turniererfolgen führen. Zum anderen geht es aber auch darum, Spaß zu haben und die Gemeinschaft zu fördern. Der eSport Rhein-Neckar sieht sich in der Verantwortung, die Spieler in ihrer physischen und psychischen Gesundheit zu unterstützen mit dem Ziel, die Spieler langfristig zu besseren E-Sportlern zu machen.

## Sonstiges
Seit 2011 ist Markus Lauff 1. Vorsitzender des Vereins.

## Bekannte Sportler
- Holger Löhr, Handballspieler und -trainer
- Malaika Mihambo, Weitspringerin